# Accueil familial
Vous pouvez aider à l'améliorer ou bien discuter des problèmes sur sa page de discussion.
- Certaines informations devraient être mieux reliées aux sources mentionnées dans la bibliographie ou les liens externes. Améliorez sa vérifiabilité en les associant par des références. (Marqué depuis septembre 2016)
- Il adopte un point de vue régional ou culturel particulier et nécessite une internationalisation. (Marqué depuis octobre 2016)

Pour les articles homonymes, voir Accueil.
L'accueil familial est un mode d'hébergement pour des personnes rencontrant des difficultés passagères ou permanentes qui leur rendent difficile voire impossible de vivre seules : adultes handicapés, personnes âgées, malades, convalescents. Il représente ainsi une alternative à l'hospitalisation ou aux autres formes de prises en charge impliquant la vie à temps plein dans une institution d'accueil.
Les personnes sont hébergées chez un accueillant familial et prennent part selon leurs capacités ou leurs envies aux activités de la famille. L'accueil familial est différent du placement dans le cadre de l'aide sociale à l'enfance où des mineurs peuvent être confiés à une famille d'accueil ou un particulier, appelé alors assistant familial.

## Les différents types d'accueil

### L'accueil familial pour personnes âgées ou en situation de handicap
L'accueil familial pour personnes âgées ou en situation de handicap est une solution d'hébergement pour des personnes en perte d'autonomie.
C'est une alternative aux établissements d'hébergement collectif spécialisés tels que les EHPAD, foyers de vie, foyers d'accueil médicalisé, maisons de retraite, etc.
La personne accueillie intègre une famille pour y vivre soit de façon séquentielle (quelques jours par semaine, quelques jours par mois ou quelques mois par an) ou partielle (accueil uniquement pendant la journée) soit de façon permanente. L'accueil familial permet de retrouver un cadre où plusieurs générations se côtoient et où la personne accueillie continue de participer à des activités quotidiennes, stimulant ainsi sa santé cognitive.

### L'accueil familial thérapeutique
L'accueil familial thérapeutique est une solution d'hébergement pour des personnes en soin dans des établissements hospitaliers. La personne accueillie est considérée comme étant hospitalisée, mais habite au sein d'une famille d'accueil, dans un logement privé, et est partiellement prise en charge par la famille,.

## L'accueil familial dans le monde

### Belgique
En Belgique, il existe dans la ville de Geel une tradition d'accueil familial des personnes souffrant de pathologies mentales depuis le Moyen Âge. Le système existant à Geel a été transposé à Lierneux à partir de 1883,.
En revanche, l'accueil familial des personnes âgées en est à ses balbutiements. En 2010, faisant face à une pénurie de place en établissement pour personnes dépendantes, le gouvernement Wallon a lancé un grand appel pour recruter des accueillants familiaux moyennant une rémunération de 1 000 euros mensuelle par personne accueillie. Le cadre légal proposé est celui d'un simple convention signée de gré à gré entre l'accueillant et l'accueilli.

### Écosse
En Écosse, l'accueil familial des patients psychiatriques a été pratiqué dès 1857. À cette époque, une commission centralisée, la board of lunacy, localisée à Édimbourg, gère le système d'accueil, faisant à la fois l'agrément des familles d'accueil selon des critères de probités, ainsi que des patients qui doivent être certifiés incurables mais tranquilles. La commission inspecte également les patients hébergés dans leurs propres familles.

### États-Unis
Les États-Unis ont connu plusieurs expériences d'accueil familial des personnes âgées, notamment dans l'Oregon, et le Massachusetts.

### France
En France, les institutions pionnières de l'accueil familial thérapeutique des patients psychiatriques ont été les colonies familiales développées à la fin du XIXe siècle par le département de la Seine pour désaturer les asiles, à commencer par la colonie familiale de Dun-sur-Auron, fondée en 1892, officiellement pour les patientes de sexe féminin, et celle d'Ainay-le-Château, annexe de la précédente devenue autonome en 1900, pour accueillir les patients de sexe masculin. Ces institutions étaient inspirés des exemples écossais ainsi que de Gheel.

#### Situation actuelle
Le métier d’accueillant familial est encore relativement confidentiel. En 2013, le ministère des affaires Sociales et de la Santé estimait à 9 740, en France, le nombre d'accueillants familiaux agréés pour 14 550 personnes accueillies (dont 46 % de personnes âgées et 54 % de personnes handicapées). Ce type d'accueil existe depuis 1989 et est plus ou moins développé selon les départements. Cette alternative au placement en établissement spécialisé se développe aussi plus récemment à l'initiative d'initiatives de l'Économie sociale et solidaire.
Les accueillants familiaux sont agréés et contrôlés par le Conseil départemental de leur département. Les agréments sont délivrés pour l'accueil d’une à trois personnes, nourrie, logée, blanchie et accompagnée au quotidien, en contrepartie d’une rémunération composée: 
- d'une rémunération journalière pour services rendus majorée de 10% pour congés payés[13]
- d'une indemnité journalière pour sujétions particulières comprise entre 0,37 et 1,46 SMIC[14] horaire en fonction du taux de dépendance de la personne accueillie
- d'une indemnité de frais d’entretien comprise entre 2 et 5 minimum garanti (MG)[14]
- d'une indemnité d’hébergement qui correspond à un loyer

Depuis le 19 décembre 2016, un référentiel d'agrément national permet l'harmonisation des pratiques d'agrément par les Conseils départementaux. L'accueil familial pour personnes âgées ou en situation de handicap résulte d'un contrat de gré à gré entre l'accueillant familial et l'accueilli.

#### Législation de l'accueil familial
L'accueil familial est régi par les articles L-441 et suivants du Code de l'Action social et des familles. Le conseil départemental a 3 missions bien définies. Il est chargé de :
1. Instruire les demandes d'agrément, les délivrer et éventuellement les retirer ;
2. Organiser la formation initiale et continue des accueillants familiaux ;
3. Effectuer le suivi social et médico-social des personnes accueillies.

Dans le cadre de l'accueil familial pour personnes âgées ou en situation de handicap, l'accueillant familial signe avec l'accueilli un contrat type. Par la signature de ce contrat, l'accueilli devient l'employeur de l'accueillant familial. Pour organiser la gestion de son accueil, l'accueilli ou son mandataire judiciaire (dans le cadre d'une tutelle ou d'une curatelle par exemple) peut s'entourer des services d'un tiers (réalisation des bulletins de paie, déclarations sociales et fiscales, etc.) pour l'accompagner dans ses démarches.
Dans le cadre de l'accueil familial thérapeutique, le contrat est signé entre l'accueilli et l'établissement de santé qui est directement l'employeur de l'accueillant familial.
Le coût moyen d'un accueil familial tourne autour de 1,500 euros Il peut varier en fonction du niveaux de dépendance de la personne accueillie.

#### La formation des accueillants familiaux
Depuis le 1er juillet 2017, la formation des accueillants familiaux est régie par décret et est confiée aux conseils départementaux qui ont à leur charge la réalisation d'un socle minimum d'heures de formation.
La formation initiale des accueillants familiaux est organisée pour une durée minimum de 54 heures et doit être réalisée dans un délai de 24 mois à compter de l'attribution de l'agrément.
La formation initiale recouvre trois domaines :
1. Le positionnement professionnel de l'accueillant familial ;
2. L'accueil et intégration de la personne âgée ou de la personne handicapée ;
3. L'accompagnement de la personne dans les actes essentiels de la vie quotidienne et les activités ordinaires et sociales.

Une formation de 12 heures est préalable à tout accueil. Elle recouvre les notions de base sur le cadre juridique et institutionnel, le rôle de l'accueillant familial, la compréhension du contrat d'accueil et le projet d'accueil personnalisé.
En plus de la formation initiale, l'accueillant suit une formation continue.
Cette formation est différente selon les départements et repose sur les besoins spécifiques de chaque territoire et doit représenter au minimum 12 heures par période d'agrément(5 ans).

#### Les chiffres de l'accueil familial
En 2020, une étude montre que 60% des accueillis en accueil familial sont des femmes. La moyenne d'âge des accueillis est de 65 ans.
Les accueillants familiaux qui les hébergent sont à 91% des femmes, en moyenne âgés de 56 ans. 65% des accueillants sont issus du secteur médico-social.
67% des accueillants accueillent au moins 2 personnes.

#### L'avenir de l'accueil familial dans le contexte de la dépendance des personnes âgées
D'ici 2040, le nombre de personnes âgées de 80 ans et plus aura augmenté de 94 %, soit près de 7 millions d'individus. La France étant en phase de géronto-croissance, il faudra créer 541 343 nouveaux lits en EHPAD en France d’ici 2040. L'accueil familial fait partie des solutions en développement permettant une alternative au placement en institution.

### Italie
L'Italie connaît des exemples de l'utilisation de l'accueil familial de patients psychiatriques depuis au moins le XIXe siècle. Après des tentatives ponctuelles, un système analogue à celui de Gheel et des "colonies familiales" françaises est mis en place à Reggio d'Émilie à partir de 1898. De la même façon qu'à Dun-sur-Auron, ce sont des femmes qui sont les premières à bénéficier de ce nouveau type de placement. Le système est formalisé par la mise en place d'une loi en 1904, complétée par des décrets en 1905 et en 1909, règlementant la possibilité de l'accueil hétéro-familial (c'est-à-dire dans d'autres familles que la leur) des patients psychiatriques.
En raison du manque de main-d'œuvre et de ressource provoqué par la deuxième guerre mondiale, le système de Reggio d'Émilie est cependant supprimé en 1942.